# Images
Jedenácté Battistiho album Images bylo ve srovnání s Battistiho předešlými úspěchy propadákem. Opět vyšlo v USA a navíc zcela v angličtině. Nejedná se o nové písně, jde většinou o písně z předchozího alba Io, tu, noi, tutti plus dva velké hity (La canzone del sole a Il mio canto libero). Texty jsou téměř doslovné překlady vzorů. Vytvořil je Mogol, ale coby cizinec nedokázal napsat plnohodnotný text a některé výrazy působí nepatřičně. Spolupracoval při tom s jistým Powellem. Také Battistiho anglická výslovnost není nejlepší. Skupinu složil ze samých Američanů. Album nemělo velký úspěch ani v Itálii (zde na 11. místě a na 59. v celoročním srovnání).

## Seznam skladeb
1. To feel in love 5:04 (Amarsi un po)
2. A song to feel alive 4:37 (Il mio canto libero)
3. The only thing I've lost 4:58 (Ho un anno di più)
4. Keep on cruising 4:36 (Sì viaggiare)
5. The sun song 5:14 (La canzone del sole)
6. There's never been a moment 4:49 (Neanche un minuto di "non amore"")
7. Only 4:42 (Soli)